# Патер-Ностершерен
Патер-Ностершерен (швед. Pater Nosterskären) — группа шхер к юго-западу от шведского острова Чёрн, выдающаяся на 9 км в открытое море. Группа состоит примерно из 200 возвышающихся над водой скал и большого количества подводных камней.
В старину эти шхеры имели дурную славу, так как судам, оказывавшимся здесь ночью или в шторм, грозила неминуемая гибель. Согласно легенде, проплывая мимо них, моряки обязательно читали молитву «Отче наш» (Pater noster), благодаря чему шхеры и получили своё название. В 1868 году на одной из наиболее далеко выдающихся в море скал, носящей название Хамншер, был возведён 32-метровый маяк, несколько обезопасивший мореходство в этом районе Скагеррака. В 1977 году этот маяк был погашен, однако после реставрации он в 2007 году вновь был введён в строй. К югу от Чёрна с 1977 года функционирует также маяк Хеттебергет.
Вокруг шхер Патер-Ностершерен проводятся соревнования по яхтенному спорту, носящие наименование «Патер Ностершерен рунт» (Pater Nosterskären runt). В 1986 году в шхерах был организован природный заповедник «Патер Ностер», занявший около 2405 га.

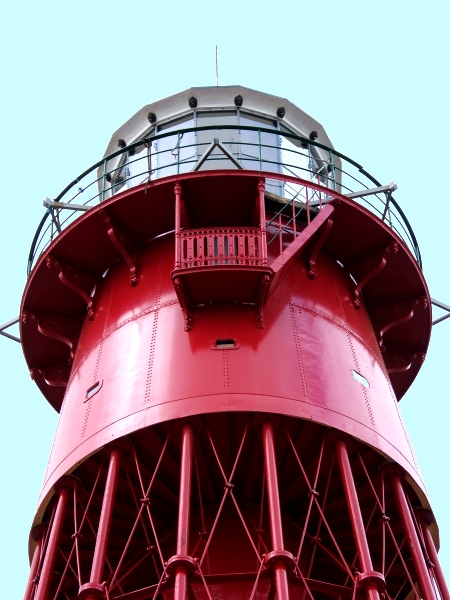
Маяк Патер Ностер